# 丹尼·辛普森
丹尼·彼得·辛普森（英語：Danny Peter Simpson，1987年1月4日—），是一名英格兰职业足球运动员，司职右后卫，出身曼聯青訓系統。

## 生平
辛普森有租借到比利时皇家安特卫普和英格兰桑德兰的经验，并且成功帮助后者打入英超。2007/08年赛季，他进入曼联一线队名单，争取首次代表俱乐部正式比赛的机会。
2007/08年球季10月初對韋根的聯賽賽事當中，由於中場奧沙於比賽早段受傷離場，森遜後備入替出任右閘一職，並有不錯的表現，更於比賽後段後上助攻朗尼頂入，最後球隊大勝4:0。
2008年3月21日再獲外借到英冠球隊伊普斯维奇到球季末以爭取升班。由於右後衛在加利·尼維利復出後有足夠兵源，於8月4日再獲外借到布力般流浪一個球季。
2009年8月14日辛普森獲外借到降班英冠的紐卡素一個球季，上半季上陣22場表現出色，於2010年1月20日正式轉投紐卡素，簽約三年半，轉會費金額沒有透露。
2013年6月27日，剛降落英冠作賽的女王公园巡游者宣佈辛普森將於2013年7月1日以自由身加盟，合約為期三年。
2014年8月30日，於協助女王公园巡游者重返英超後，辛普森轉投另一支升班球隊莱斯特城，轉會費沒有透露，簽約三年。

## 榮譽
新特蘭
- 英格蘭足球冠軍聯賽冠軍：2006/07年；

李斯特城
- 英格蘭足球冠軍聯賽冠軍：2013/14年
- 英格蘭足球超級聯賽冠軍：2015/16年

## 外部連結
- 足球数据库：森遜的球员统计数据
- 森遜曼聯官方球員介紹
- 森遜安特衛普官方球員介紹（法蘭德斯語）
- 森遜葉士域治官方球員介紹